# Hydropsyche patera
Hydropsyche patera är en nattsländeart som beskrevs av Schuster och David Etnier 1978. Hydropsyche patera ingår i släktet Hydropsyche och familjen ryssjenattsländor. Inga underarter finns listade i Catalogue of Life.